# Бангор (Мен)
Бангор (англ. Bangor) — місто (англ. city) в США, в окрузі Пенобскот штату Мен. Населення — 33 039 осіб (2010). Головний комерційний та культурний центр східного та північного Мена. Станом на 2008 Бангор — третє за величиною місто в Мені.

## Географія
Бангор розташований за координатами 44°49′50″ пн. ш. 68°47′33″ зх. д. / 44.83056° пн. ш. 68.79250° зх. д. (44.830629, -68.792397).  За даними Бюро перепису населення США в 2010 році місто мало площу 89,60 км², з яких 88,73 км² — суходіл та 0,86 км² — водойми.

### Клімат
- Середньорічна температура — +6,8 C°
- Середньорічна швидкість вітру — 3,2 м/с
- Середньорічна вологість повітря — 71 %

| Клімат : Бангор         | Клімат : Бангор | Клімат : Бангор | Клімат : Бангор | Клімат : Бангор | Клімат : Бангор | Клімат : Бангор | Клімат : Бангор | Клімат : Бангор | Клімат : Бангор | Клімат : Бангор | Клімат : Бангор | Клімат : Бангор | Клімат : Бангор |
| Показник                | Січ.            | Лют.            | Бер.            | Квіт.           | Трав.           | Черв.           | Лип.            | Серп.           | Вер.            | Жовт.           | Лист.           | Груд.           | Рік             |
| Абсолютний максимум, °C | 17,2            | 15,6            | 28,9            | 32,2            | 35,6            | 36,7            | 37,2            | 40,0            | 37,2            | 33,3            | 23,9            | 18,3            | 40,0            |
| Середній максимум, °C   | −2,6            | −0,4            | 4,4             | 11,6            | 18,4            | 23,5            | 26,3            | 25,7            | 21,0            | 14,2            | 7,4             | 0,9             | 12,6            |
| Середній мінімум, °C    | −14,1           | −12,1           | −6,4            | 0,1             | 5,8             | 11,1            | 14,3            | 13,3            | 8,8             | 2,7             | −1,9            | −9,2            | 1,1             |
| Абсолютний мінімум, °C  | −33,9           | −35,6           | −26,7           | −15,6           | −5              | −1,7            | 2,8             | −1,7            | −5              | −11,7           | −19,4           | −32,8           | −35,6           |
| Норма опадів, мм        | 73              | 64              | 86              | 92              | 92              | 96              | 88              | 76              | 97              | 106             | 107             | 88              | 1065            |
| Днів з опадами          | 10,6            | 9,3             | 11,0            | 11,3            | 12,7            | 12,0            | 11,2            | 10,5            | 9,4             | 11,0            | 11,5            | 12,0            | 132,5           |
| Днів зі снігом          | 7,9             | 6,8             | 4,8             | 1,5             | 0               | 0               | 0               | 0               | 0               | 0               | 1,3             | 6,1             | 28,4            |
| ----------------------- | --------------- | --------------- | --------------- | --------------- | --------------- | --------------- | --------------- | --------------- | --------------- | --------------- | --------------- | --------------- | --------------- |
| Джерело: NOAA           |                 |                 |                 |                 |                 |                 |                 |                 |                 |                 |                 |                 |                 |

## Демографія
Згідно з переписом 2010 року, у місті мешкало 33 039 осіб у 14 475 домогосподарствах у складі 7182 родин. Густота населення становила 369 осіб/км².  Було 15674 помешкання (175/км²).
Расовий склад населення:
| - 93,1 % — білих - 1,7 % — чорних або афроамериканців - 1,7 % — азіатів - 1,2 % — корінних американців |

До двох чи більше рас належало 2,0 %. Частка іспаномовних становила 1,5 % від усіх жителів.
За віковим діапазоном населення розподілялося таким чином: 17,8 % — особи молодші 18 років, 67,8 % — особи у віці 18—64 років, 14,4 % — особи у віці 65 років та старші. Медіана віку мешканця становила 36,7 року. На 100 осіб жіночої статі у місті припадало 93,0 чоловіків;  на 100 жінок у віці від 18 років та старших — 90,0 чоловіків також старших 18 років.
Середній дохід на одне домашнє господарство  становив 53 047 доларів США (медіана — 35 674), а середній дохід на одну сім'ю — 70 071 долар (медіана — 49 644). Медіана доходів становила 39 190 доларів для чоловіків та 35 369 доларів для жінок. За межею бідності перебувало 26,2 % осіб, у тому числі 35,3 % дітей у віці до 18 років та 9,0 % осіб у віці 65 років та старших.
Цивільне працевлаштоване населення становило 15 135 осіб. Основні галузі зайнятості: освіта, охорона здоров'я та соціальна допомога — 35,6 %, роздрібна торгівля — 16,3 %, мистецтво, розваги та відпочинок — 12,5 %.

## Транспорт

### Залізниця

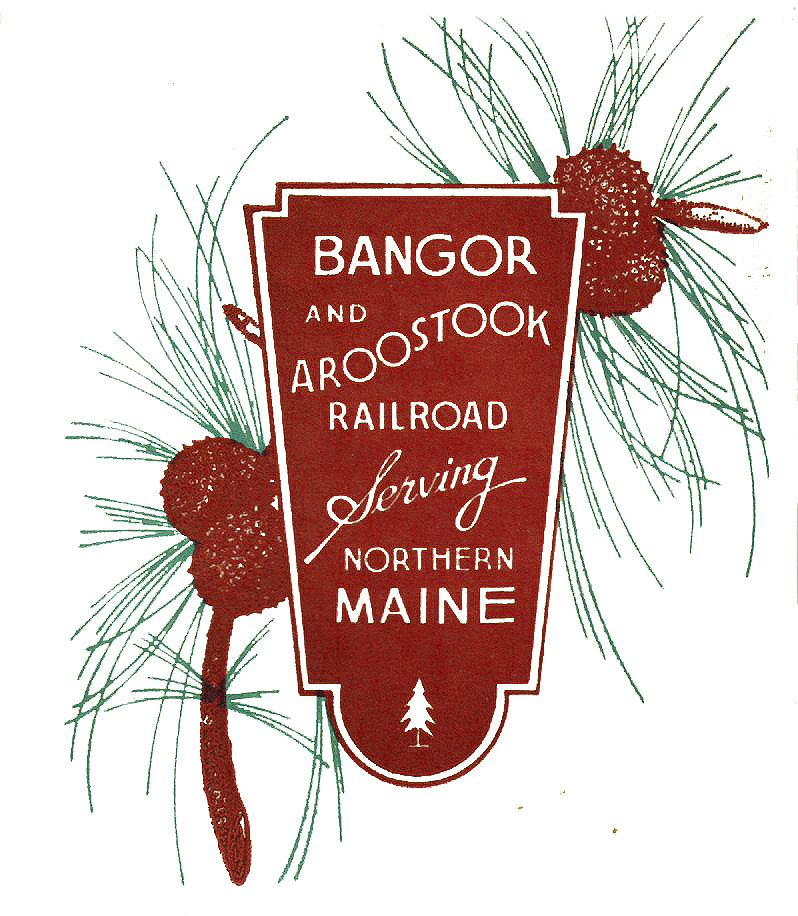
Емблема Залізничної дороги Бангора 1918 р.

Послуги залізниці надаються компанією Pan Am Railways та Central Maine and Quebec Railway, остання компанія проводить місцеві перевезення.
Пасажирська залізнична служба була надана нещодавно компанією New Brunswick Southern Railway яка у 1994 році припинила надання послуг в м. Сент-Джон

#### Залізничні аварії
- 1869: Обвал залізничного мосту на північ від міста Олд Таун, обвалився під вагою залізничного складу. 3 члени екіпажу загинуло та 7-8 осіб поранено[7].
- 1871: Обвал залізничного мосту в місті Хампден, неподалік Бангору від критичної ваги потягу. Двоє загиблих та 50 поранено[8].

### Авіація
Міжнародний аеропорт Бангор (IATA: BGR, ICAO: KBGR) є спільним громадсько-військовим аеропортом 3 милі (4,8 кілометра) розташований на захід від міста. Має одну злітну смугу 11 439 на 200 фут (3 487 на 61 м). Бангор є останнім (або першим) Американським аеропортом уздовж Великого кола, між Східним узбережжям США та Європою, в 1970-х та 80-х аеропорт був проміжною зупинкою для дозаправки..

## Охорона здоров'я
У місті знаходиться дві великих лікарні, Медичний центр Східного штату Мен та Католицька лікарня Сент-Джозефа. Також місто знаходиться в першій десятці на північному сході і в п'ятірці Нової Англії по якості надання медичних послуг. В 2013 році U.S. News and World Report відзначила Медичний центр Східного штату Мен як другу найкращу лікарню в штаті.
У 1832 році під час спалаху холери в Сент-Джон, Нью-Брансвік лікарня прийняла близько восьмиста ірландських емігрантів. Це стало першим кроком для створення ірландсько-католицької комуни. Конкуренція з американцями за робочі місця викликала бунт і стрілянину в 1833 році. В 1849-50-х під час другого спалаху холери яка досягла Бангора 20–30 людей померло в перший же тиждень, ще 112 померло впродовж жовтня 1849 р. Загальна кількість жертв 161 людина. Жертвами в більшості випадків були бідні ірландські іммігранти. В 1872 році під час спалаху віспи було зачинено всі місцеві школи. В 1918 році в місті набула глобального масштабу іспанка, у наслідок чого більше тисячі захворювань та більше 100 мешканців загинуло.

## Міста-побратими
- Сент-Джон
- Харбін

## Відомі особистості
У місті народився:
- Джон Балдаччі (* 1955) — американський політик.

У місті проживає:
- Стівен Кінг (* 1947) — видатний американський письменник, один з класиків жанру містичного трилера.